# Медаль «За отличие в бою»
Медаль «За отличие в бою» (азерб. "Döyüşdə fərqlənməyə görə" medalı) — медаль Азербайджанской Республики.

## История
20 ноября 2020 года на пленарном заседании Милли Меджлиса Азербайджана был вынесен на обсуждение законопроект о внесении поправок в закон «Об учреждении орденов и медалей Азербайджанской Республики».
Медаль «За отличие в бою» была учреждена в этот же день в первом же чтении согласно законопроекту об учреждении орденов и медалей по случаю победы Азербайджана в «Отечественной войне», как в Азербайджане официально был именован вооружённый конфликт в Нагорном Карабахе осени 2020 года.
В законопроекте слова «Медаль За отличие в бою» были добавлены после слов «Медаль Отважный воин» в статье 2 п. 1.2.

## Награждения
18 декабря 2020 года президент Азербайджана Ильхам Алиев подписал распоряжение о награждении 1113 военнослужащих, «проявивших мужество и самоотверженность при освобождении территорий Азербайджана, а также проявившие инициативу и совершившие решительные действия» медалью «За отличие в бою».